# Ramjibanpur
Ramjibanpur là một thành phố và khu đô thị của quận Medinipur thuộc bang Tây Bengal, Ấn Độ.

## Địa lý
Ramjibanpur có vị trí 22°50′B 87°37′Đ / 22,83°B 87,62°Đ Nó có độ cao trung bình là 11 mét (36 feet).

## Nhân khẩu
Theo điều tra dân số năm 2001 của Ấn Độ, Ramjibanpur có dân số 17.363 người. Phái nam chiếm 51% tổng số dân và phái nữ chiếm 49%. Ramjibanpur có tỷ lệ 72% biết đọc biết viết, cao hơn tỷ lệ trung bình toàn quốc là 59,5%: tỷ lệ cho phái nam là 78%, và tỷ lệ cho phái nữ là 66%. Tại Ramjibanpur, 14% dân số nhỏ hơn 6 tuổi.